# Hiroyuki Kiyokawa
Hiroyuki Kiyokawa (jap. 清川 浩行 Kiyokawa Hiroyuki; ur. 3 czerwca 1967) – japoński piłkarz występujący na pozycji napastnika.

## Kariera klubowa
Od 1986 do 1994 roku występował w klubie Kashiwa Reysol.